# Marty Feldman
Marty Feldman (născut Martin Alan Feldman n. 8 iulie 1934, Londra, Anglia, Regatul Unit – d. 2 decembrie 1982, Ciudad de México, Mexic) a fost un actor englez de film de etnie evreiască.

## Filmografie

### Film
| An   | Titlu                                              | Rol                         | Note                             |
| ---- | -------------------------------------------------- | --------------------------- | -------------------------------- |
| 1969 | The Bed Sitting Room                               | Nurse Arthur                |                                  |
| 1970 | Every Home Should Have One                         | Teddy Brown                 |                                  |
| 1971 | The Magnificent Seven Deadly Sins                  | Guest Appearance            | segmentul "Sloth"                |
| 1974 | Young Frankenstein                                 | Igor                        |                                  |
| 1975 | The Adventure of Sherlock Holmes' Smarter Brother  | Sgt. Orville Stanley Sacker |                                  |
| 1975 | Closed Up-Tight                                    | Cat Burglar                 |                                  |
| 1976 | 40 gradi all'ombra del lenzuolo (Sex With a Smile) | Alex, the "Bodyguard" male  | segmentul "La guardia del corpo" |
| 1976 | Silent Movie                                       | Marty Eggs                  |                                  |
| 1977 | The Last Remake of Beau Geste                      | Dagobert 'Digby' Geste      |                                  |
| 1980 | In God We Tru$t                                    | Brother Ambrose             |                                  |
| 1982 | Slapstick of Another Kind                          | Sylvester                   |                                  |
| 1983 | Yellowbeard                                        | Gilbert                     | (ultimul rol de film)            |